# 1511
1511 (MDXI) a fost un an comun al calendarului iulian, care a început într-o zi de miercuri.

## Evenimente
- 17 august: Vlad al V-lea cel Tânăr, domnul Țării Românești, depune jurământ de credință regelui Vladislav al Ungariei și-i cere sprijinul în lupta antiotomană.
- 27 decembrie: Conflict între Vlad al V-lea cel Tânăr și Craiovești. Boierii Craiovești, scoși din sfatul domnesc trec Dunărea și fac apel la Mehmed-beg.

## Nașteri
- 18 iunie: Bartolommeo Ammannati, sculptor și arhitect italian (d. 1592)
- 30 iulie: Giorgio Vasari, pictor, arhitect și istoric de artă italian (d. 1574)
- Despot -Vodă (n. Ioan Iacob Heraclid), domn al Moldovei (d. 1563)

## Decese
- 31 decembrie: Bianca Maria Sforza  (n. 1472)
- 23 noiembrie: Anne de York prințesă engleză, fiica lui Edward al IV-lea al Angliei și a soției sale Elizabeth Woodville (n. 1475)
- 30 noiembrie: Ambrogio Calepino  (n. 1435)
- dată necunoscută: Maria Voichița  (n. 1457)
- dată necunoscută: Ioan Tăutu Funcționar guvernamental în Moldova din evul mediu (n. ?)